# Kde je moje tělo?
Kde je moje tělo? (v originále J'ai perdu mon corps) je francouzský animovaný film z roku 2019, který režíroval Jérémy Clapin jako adaptaci románu Happy Hand Guillauma Lauranta. Snímek měl světovou premiéru na filmovém festivalu v Cannes v sekci Semaine de la critique dne 17. května 2019.

## Děj
Odříznutá ruka uteče z laboratorní lednice a vydá se na cestu po pařížských předměstích, aby se znovu setkala se svým tělem, mladým mužem jménem Naoufel.

## Dabing postav
| Hakim Faris          | Naoufel             |
| Victoire Du Bois     | Gabrielle           |
| Patrick d'Assumçao   | Gigi                |
| Hichem Mesbah        | otec                |
| Myriam Loucif        | matka               |
| Bellamine Abdelmalek | Raouf               |
| Maud Le Guénédal     | knihovnice          |
| Nicole Favart        | paní Lussac         |
| Quentin Baillot      | majitel pizzerie    |
| Deborah Grall        | Raoufova přítelkyně |
| Pascal Rocher        | slepý pianista      |

## Ocenění
- Filmový festival v Cannes: Velká cena v sekci Semaine de la critique
- Mezinárodní festival animovaných filmů Annecy: nejlepší celovečerní film a cena diváků
- Animation Is Film Festival v Los Angeles: Velká cena
- Festival européen du film fantastique de Strasbourg: nejlepší animovaný film
- Mezinárodní filmový festival v Katalánsku: cena za nejlepší hudbu
- Cena Annie: nejlepší nezávislý film, nejlepší scénář, nejlepší hudba
- Lumières: nejlepší animovaný film
- César: nejlepší animovaný film, nejlepší filmová hudba; nominace v kategorii nejlepší adaptace
- Oscar: nominace na nejlepší animovaný film